# Lingua polacca
La lingua polacca (nome nativo ,  o ) è una lingua slava occidentale parlata in Polonia e in numerosi altri Stati. Al 2022, è parlata da 45 milioni di parlanti totali.

## Distribuzione geografica
Il polacco al 2019 era parlato come madrelingua da 39,7 milioni di persone in Polonia e in paesi come: Australia, Austria, Azerbaigian, Bielorussia, Canada, Croazia, Emirati Arabi, Estonia, Finlandia, Germania, Ungheria, Israele, Kazakistan, Lettonia, Lituania, Repubblica Ceca, Romania, Russia, Serbia, Slovacchia, Stati Uniti d'America, Ucraina. Al 2011, era studiato come seconda lingua da 10 000 persone in tutto il mondo; i parlanti di L2 però sono di più. I parlanti totali, nel 1999, erano oltre 50 milioni.
| Paesi | Persone |
| --- | --- |
| Polonia Stati Uniti Ucraina Germania Bielorussia Lituania Canada Brasile Israele Russia Kazakistan Lettonia Austria Slovacchia Rep. Ceca Ungheria Australia Romania Azerbaigian Estonia | 38 000 000 2 438 000 1 151 000 1 000 000 403 000 258 000 225 000 150 000 100 000 94 000 61 500 57 000 50 000 39 000 21 000 13 783 10 000 1 300 600 |

### Lingua ufficiale
Il polacco è lingua ufficiale della Polonia.

## Classificazione
Secondo Ethnologue, la classificazione della lingua polacca è la seguente:
- Lingue indoeuropee
  - Lingue slave
    - Lingue slave occidentali
      - Lingue lechitiche
        - Lingua polacca

## Storia
Il polacco come lingua letteraria sorse tra il Quattrocento e il Cinquecento. L'ortografia si sviluppò gradualmente, poiché molti autori ed editori proposero le proprie idee e le proprie modifiche in un ampio arco di tempo. L'ortografia così inventata, con poche modifiche, viene usata ancora oggi.
Il polacco è sempre stato ed è ancora oggi influenzato dalle lingue straniere, soprattutto dal latino, dal greco, dal tedesco, dall'italiano, dal francese, dal russo e dall'inglese.
La base è slava, con buona parte del vocabolario e della fraseologia di origine latina o greca. I prestiti dall'italiano si possono trovare, come in altre lingue, in ambito culinario (es. makaron, "pasta") e musicale (es. sonet, "sonetto"; solista, "solista"). Più interessanti sono i prestiti dei nomi di alcune verdure (es. pomidor, "pomodoro"; cebula, "cipolla"; sałata, "lattuga, insalata"; por, "porro"; cukinia, "zucchina"), dovuti, pare, a Bona Sforza d'Aragona (1494-1557), figlia del duca di Milano Gian Galeazzo e regina di Polonia, che importò alcune verdure dall'Italia, oltre ad aver contribuito alla diffusione della cultura rinascimentale italiana.
Influenze come quelle sopra citate non sono un'eccezione, essendo tipiche di tante altre lingue, influenzate in passato dall'Impero romano, più tardi dalla Chiesa cattolica e ultimamente dalla globalizzazione e da internet.
Per comunicare, il locutore polacco medio usa in media circa 15 000 parole, sebbene ne conosca 30 000; alcuni locutori eccezionali conoscono addirittura 100 000 parole. Secondo alcuni studi dell'Università di Białystok, per parlare in polacco è sufficiente conoscerne 1 200.

## Dialetti
Le differenze dialettali in polacco sono piccole. Tra quelli che maggiormente si distinguono ci sono il dialetto della Slesia e il dialetto montanaro, parlato nei rilievi montuosi dei Carpazi occidentali, detti anche Monti Tatra, nei pressi della località di Zakopane, vicino al confine slovacco.

## Fonologia e pronuncia
Il polacco è una lingua ad accento fisso: l'accento tonico delle parole cade sempre sulla penultima sillaba (serwetka, "tovagliolo"; woda, "acqua"; zatrzymywać, "fermare"); esiste su alcune lettere un segno diacritico (Ćć, Ńń, Śś, Źź) simile al segno italiano dell'accento, che non ha nulla a che vedere con l'accento tonico, bensì indica una modifica nella pronuncia della consonante. La fonologia polacca è più ricca rispetto a quella italiana.

### Vocali
In polacco sono presenti nove lettere con funzione di vocali: Aa, Ee, Ii, Yy, Oo, Óó, Uu, Ąą ed Ęę. Questo è l'ordine con cui sono definite queste lettere, che differisce da quello alfabetico, in cui Y viene dopo O, Ó e U e in cui Ą ed Ę vengono rispettivamente dopo A ed E. 
La pronuncia delle nove vocali è facile per un parlante italiano.
- Aa si pronuncia come in italiano: [a].

kobieta [kɔ.ˈbʲɛː.ta] (donna)
jabłko ['jaː.blʷ.kɔ] (mela)
- Ee si pronuncia come nell'italiano "bello" anche quando l'accento non cade su di essa: [ɛ].

pies [pʲɛs] (cane)
- Ii si pronuncia come in italiano: [i].

internet [in.ˈtɛr.nɛt] (internet)
- Yy si pronuncia [ɨ], suono presente in alcune altre lingue slave e nella lingua romena.

luty [ˈluː.tɨ] (febbraio)
- Oo si pronuncia come nell'italiano "cosa" anche quando l'accento non cade su di essa: [ɔ].

kot [kɔt] (gatto)
telefon [tɛ.ˈlɛː.fɔn] (telefono)
- Óó e Uu hanno lo stesso suono, che corrisponde alla "u" italiana: [u].

góra [ˈguː.ra] (montagna)
lubić [ˈluː.bʲiʨ] (amare)
- Ąą si pronuncia come nella grafia francese "-on" della parola "maison": [ɔ̃] Non compare mai a inizio parola.

początek [pɔ.ˈʈʂɔ̃ː.tɛk] (inizio)
- Ęę si pronuncia come nella grafia francese "-in" della parola "matin": [ɛ̃]. Non compare mai a inizio parola.

mężczyzna [mɛ̃ʂ.ˈʈʂɨz.na] (uomo)
ręka [ˈrɛ̃ː.ka] (mano)

### Semivocali
Il polacco ha le semivocali:
[j], scritta Jj.
maj [maj] (maggio)
jeść [jɛɕʨ] (mangiare)
[w], scritta Łł.
poniedziałek [pɔ.nʲɛ.ˈʥaː.wɛk] (lunedì)
łatwy [wat.vɨ] (facile)

### Consonanti
Il sistema consonantico è piuttosto complesso. Le lettere Qq, Vv e Xx vengono utilizzate solo nei prestiti o nelle parole di origine straniera; generalmente esse vengono rimpiazzate rispettivamente dalle lettere kw (es. kwarc, "quarzo"), w (es. weranda, "veranda") e ks (es. ekstra, "extra").
- Bb si pronuncia come in italiano: [b]. Se la b è seguita da i, la b si pronuncia [bʲ]. Se il gruppo bi è seguito da un'altra vocale, il gruppo bi si pronuncia [bʲ].

być [bɨʈʂ] (essere)
- Cc si pronuncia come nell'italiano "addizione": [ʦ]. Se la c è seguita da i, la c si pronuncia [ʨ], come la ć. Se il gruppo ci è seguito da un'altra vocale, il gruppo ci si pronuncia [ʨ].

lipiec [ˈliː.pʲɛʦ] (luglio)
dwanaście [dva.ˈnaɕ.ʨɛ] (dodici)
- Ćć si pronuncia [ʨ]. Si trova prima di un'altra consonante o a fine parola, dove sostituisce il gruppo ci.

pić [piʨ] (bere)
- Dd si pronuncia come in italiano: [d].

droga [ˈdrɔː.ga] (strada)
- Ff si pronuncia come in italiano: [f]. Se la f è seguita da i, la f si pronuncia [fʲ]. Se il gruppo fi è seguito da un'altra vocale, il gruppo fi si pronuncia [fʲ].

fabryka [fa.ˈbrɨː.ka] (fabbrica)
- Gg si pronuncia come nell'italiano "gomma": [g]. Se la g è seguita da i, la g si pronuncia [gʲ]. Se il gruppo gi è seguito da un'altra vocale, il gruppo gi si pronuncia [gʲ].

gitara [gʲi.ˈtaː.ra] (chitarra)
- Hh si pronuncia come nel tedesco "Achtung": [x], come il gruppo ch. Se la h è seguita da i, la h si pronuncia [xʲ]. Se il gruppo hi è seguito da un'altra vocale, il gruppo hi si pronuncia [xʲ].

dach [dax] (tetto)
- Kk si pronuncia come nell'italiano "casa": [k]. Se la k è seguita da i, la k si pronuncia [kʲ]. Se il gruppo ki è seguito da un'altra vocale, il gruppo ki si pronuncia [kʲ].

krokodyl [krɔ.ˈkɔː.dɨl] (coccodrillo)
- Ll si pronuncia come in italiano: [l].

lód [lud] (ghiaccio)
- Mm si pronuncia come in italiano: [m]. Se la m è seguita da i, la m si pronuncia [mʲ]. Se il gruppo mi è seguito da un'altra vocale, il gruppo mi si pronuncia [mʲ].

mieć [mʲɛʨ] (avere)
- Nn si pronuncia come in italiano: [n]. Se la n è seguita da i, la n si pronuncia [nʲ], come la ń. Se il gruppo ni è seguito da un'altra vocale, il gruppo ni si pronuncia [nʲ].

oni [ˈɔː.nʲi] (loro)
nie [nʲɛ] (no)
- Ńń si pronuncia similmente al gruppo italiano "gn": [nʲ]. Si trova prima di un'altra consonante o a fine parola, dove sostituisce il gruppo ni.

koń [kɔnʲ] (cavallo)
niańka [ˈnʲanʲ.ka] (tata)
- Pp si pronuncia come in italiano: [p]. Se la p è seguita da i, la p si pronuncia [pʲ]. Se il gruppo pi è seguito da un'altra vocale, il gruppo pi si pronuncia [pʲ].

pojęcie [pɔ.ˈjɛ̃ː.ʈʂɛ] (concetto)
- Qq si pronuncia [kw].
- Rr si pronuncia come in italiano: [r].

krowa [ˈkrɔː.va] (mucca)
- Ss si pronuncia come in italiano: [s]. Se la s è seguita da i, la s si pronuncia [ɕ], come la ś. Se il gruppo si è seguito da un'altra vocale, il gruppo si si pronuncia [ɕ].

sobota [sɔ.ˈbɔː.ta] (sabato)
sierpień [ˈɕɛr.pʲɛnʲ] (agosto)
- Śś si pronuncia [ɕ]. Si trova prima di un'altra consonante o a fine parola, dove sostituisce il gruppo si.

środa [ˈɕrɔː.da] (mercoledì)
- Tt si pronuncia come in italiano: [t].

tak [tak] (sì)
- Vv si pronuncia come la w: [v].
- Ww si pronuncia come la v italiana: [v]. Se la w è seguita da i, la w si pronuncia [vʲ]. Se il gruppo wi è seguito da un'altra vocale, il gruppo wi si pronuncia [vʲ].

Warszawa [var.ˈʂaː.va] (Varsavia)
- Xx si pronuncia [ks].
- Zz si pronuncia come la "s" italiana in "rosa": [z]. Se la z è seguita da i, la z si pronuncia [ʑ], come la ź. Se il gruppo zi è seguito da un'altra vocale, il gruppo zi si pronuncia [ʑ].

ząb [zɔ̃p] (dente)
zima [ˈʑiː.ma] (inverno)
- Źź si pronuncia [ʑ]. Si trova prima di un'altra consonante o a fine parola, dove sostituisce il gruppo zi.

październik [paʑ.ˈʥɛr.nʲik] (ottobre)
- Żż si pronuncia [ʐ].

żyć [ʐɨʨ] (abitare, vivere)

### Gruppi consonantici
In polacco sono presenti sette gruppi consonantici.
- Ch si pronuncia come nel tedesco "Achtung": [x], come la lettera h. Se il gruppo ch è seguito da i, il gruppo ch si pronuncia [xʲ]. Se il gruppo chi è seguito da un'altra vocale, il gruppo chi si pronuncia [xʲ].

chomik [ˈxɔː.mʲik] (criceto)
- Cz si pronuncia [ʈʂ].

Come la "c" di "certo"
czas [ʈʂas] (tempo)
czwartek [ˈʈʂvar.tɛk] (giovedì)
- Dz si pronuncia come la "z" di "zaino": [ʣ]. Se il gruppo dz è seguito da i, il gruppo dz si pronuncia [ʥ], come il gruppo dź. Se il gruppo dzi è seguito da un'altra vocale, il gruppo dzi si pronuncia [ʥ].

dzwon [ʣvon] (campana)
niedziela [nʲɛ.ˈʥɛː.la] (domenica)
- Dź si pronuncia [ʥ].

dźwięk [ʥvʲɛ̃k] (suono)
- Dż si pronuncia [ɖʐ].

dżem [ɖʐɛm] (marmellata)
- Rz si pronuncia [ʐ], allo stesso modo di Ż.

Come la "j" francese in "je t'aime"
wrzesień [ˈvʐɛː.ɕɛnʲ] (settembre)
rzeka [ˈʐɛː.ka] (fiume)
- Sz si pronuncia [ʂ].

kaszleć [ˈkaʂ.lɛʨ] (tossire)
szukać [ˈʂuː.kaʨ] (cercare)

## Grammatica
Nella lingua polacca non ci sono articoli ("kapelusz" può significare "cappello", "un cappello" o "il cappello" a seconda del contesto). Ci sono due numeri (singolare, plurale) e tre generi (maschile, femminile, neutro). Per il singolare è rilevante la distinzione tra sostantivi di genere maschile animati indicanti persone o animali (es. inżynier, "ingegnere", kot "gatto"), e sostantivi inanimati (indicanti cose; es. czas, tempo), mentre per il plurale è rilevante la distinzione tra sostantivi di genere maschile indicanti persone, che appartengono al genere "maschile di persona", e sostantivi che indicano animali o cose di genere maschile e gli altri due generi (femminile e neutro), che formano il genere "non maschile di persona". Ci sono sette casi: nominativo, genitivo, dativo, accusativo, strumentale, locativo e vocativo. Nella coniugazione dei verbi ci sono tre tempi (presente, passato, futuro), cinque modi (indicativo, congiuntivo-condizionale, imperativo, infinito, participio) e tre aspetti (perfettivo, imperfettivo, iterativo); come nella maggior parte delle altre lingue slave e a differenza di altre lingue indoeuropee, anche in polacco si è conservato l'aspetto verbale.

### Sostantivi
La classificazione suddetta per i sostantivi è più utile da un punto di vista strettamente grammaticale piuttosto che didattico. Didatticamente è molto più produttivo imparare le regole di derivazione della desinenza a seconda del caso, piuttosto che suddividere i nomi in classi. Il fatto che un nome sia personale o meno ha importanza in alcuni casi grammaticali mentre per altri è più importante che il suono consonantico finale (tema) sia duro o molle quindi si ricorderà la regola solo in tali casi; per altri si distingue tra esseri animati ed inanimati.
Più in generale, per questa lingua è più semplice imparare le regole caso per caso piuttosto che tentare di raggruppare le parole in classi (metodo invece molto utile in latino). Ad esempio si può riassumere lo strumentale con poche regole:
- singolare maschile e neutro in –em; singolare femminile in –ą;
- plurale in –ami.

Bisogna dire che non tutti i casi sono così semplici.

#### Nomi maschili
- Vocativo singolare = Locativo singolare;
- Dativo singolare in –owi;

#### Nomi maschili animati di persona: inżynier,ingegnere
- Accusativo = Genitivo;
- Genitivo singolare in –a;
- Nominativo plurale in –owie.

| Caso (przypadek)        | Singolare (liczba pojedyncza) | Plurale (liczba mnoga)  |
| Nominativo (mianownik)  | inżynier                      | inżynierowie            |
| Genitivo (dopełniacz)   | inżyniera                     | inżynierów              |
| Dativo (celownik)       | inżynierowi                   | inżynierom              |
| Accusativo (biernik)    | inżyniera                     | inżynierów              |
| Strumentale (narzędnik) | inżynierem                    | inżynierami             |
| Locativo (miejscownik)  | inżynierze                    | inżynierach             |
| Vocativo (wołacz)       | inżynierze                    | inżynierowie/inżynierzy |

#### Nomi maschili animati di animale: kot,gatto
- Accusativo = Genitivo;
- Genitivo singolare in –a;
- Nominativo plurale in –y.

| Caso (przypadek)        | Singolare (liczba pojedyncza) | Plurale (liczba mnoga) |
| Nominativo (mianownik)  | kot                           | koty                   |
| Genitivo (dopełniacz)   | kota                          | kotów                  |
| Dativo (celownik)       | kotu                          | kotom                  |
| Accusativo (biernik)    | kota                          | koty                   |
| Strumentale (narzędnik) | kotem                         | kotami                 |
| Locativo (miejscownik)  | kocie                         | kotach                 |
| Vocativo (wołacz)       | kocie                         | koty                   |

#### Nomi maschili inanimati: czas,tempo
- Accusativo = Nominativo;
- Genitivo singolare in –u;
- Nominativo plurale in –y.

| Caso (przypadek)        | Singolare (liczba pojedyncza) | Plurale (liczba mnoga) |
| Nominativo (mianownik)  | czas                          | czasy                  |
| Genitivo (dopełniacz)   | czasu                         | czasów                 |
| Dativo (celownik)       | czasowi                       | czasom                 |
| Accusativo (biernik)    | czas                          | czasy                  |
| Strumentale (narzędnik) | czasem                        | czasami                |
| Locativo (miejscownik)  | czasie                        | czasach                |
| Vocativo (wołacz)       | czasie                        | czasy                  |

#### Nomi femminili inanimati
- Strumentale singolare in –ą.

#### Nomi femminili inanimati in –a: firma,ditta
- Accusativo singolare in –ę; Accusativo plurale = Nominativo plurale;
- Vocativo singolare in –o.

| Caso (przypadek)        | Singolare (liczba pojedyncza) | Plurale (liczba mnoga) |
| Nominativo (mianownik)  | firma                         | firmy                  |
| Genitivo (dopełniacz)   | firmy                         | firm                   |
| Dativo (celownik)       | firmie                        | firmom                 |
| Accusativo (biernik)    | firmę                         | firmy                  |
| Strumentale (narzędnik) | firmą                         | firmami                |
| Locativo (miejscownik)  | firmie                        | firmach                |
| Vocativo (wołacz)       | firmo                         | firmy                  |

#### Nomi femminili inanimati in consonante: wilgoć,umidità
- Accusativo = Nominativo.
- Vocativo = Nominativo.

| Caso (przypadek)        | Singolare (liczba pojedyncza) | Plurale (liczba mnoga) |
| Nominativo (mianownik)  | wilgoć                        | wilgocie               |
| Genitivo (dopełniacz)   | wilgoci                       | wilgoci                |
| Dativo (celownik)       | wilgoci                       | wilgociom              |
| Accusativo (biernik)    | wilgoć                        | wilgocie               |
| Strumentale (narzędnik) | wilgocią                      | wilgociami             |
| Locativo (miejscownik)  | wilgoci                       | wilgociach             |
| Vocativo (wołacz)       | wilgoć                        | wilgocie               |

#### Nomi neutri
- Accusativo = Nominativo.
- Vocativo = Nominativo.

#### Nomi neutri in –o: wino,vino
- Locativo singolare in –ie.

| Caso (przypadek)        | Singolare (liczba pojedyncza) | Plurale (liczba mnoga) |
| Nominativo (mianownik)  | wino                          | wina                   |
| Genitivo (dopełniacz)   | wina                          | win                    |
| Dativo (celownik)       | winu                          | winom                  |
| Accusativo (biernik)    | wino                          | wina                   |
| Strumentale (narzędnik) | winem                         | winami                 |
| Locativo (miejscownik)  | winie                         | winach                 |
| Vocativo (wołacz)       | wino                          | wina                   |

#### Nome neutro in –e: czytanie,lettura
- Locativo singolare in –u.

| Caso (przypadek)        | Singolare (liczba pojedyncza) | Plurale (liczba mnoga) |
| Nominativo (mianownik)  | czytanie                      | czytania               |
| Genitivo (dopełniacz)   | czytania                      | czytań                 |
| Dativo (celownik)       | czytaniu                      | czytaniom              |
| Accusativo (biernik)    | czytanie                      | czytania               |
| Strumentale (narzędnik) | czytaniem                     | czytaniami             |
| Locativo (miejscownik)  | czytaniu                      | czytaniach             |
| Vocativo (wołacz)       | czytanie                      | czytania               |

### Aggettivi
Per quanto riguarda il singolare, i generi sono così disposti: maschile, femminile, neutro. Al plurale si distinguono i sostantivi animati di persona (męskoosobowy) da tutti gli altri (niemęskoosobowy). All'accusativo singolare maschile sono segnate tra parentesi le uscite per gli aggettivi che si riferiscono a nomi il cui accusativo è uguale al genitivo (v. kot, inżynier).

#### Nowy,nuovo
| Caso (przypadek)        | Singolare (liczba pojedyncza) | Singolare (liczba pojedyncza) | Singolare (liczba pojedyncza) | Plurale (liczba mnoga)        | Plurale (liczba mnoga) |
| Caso (przypadek)        | maschile                      | femminile                     | neutro                        | sostantivi animati di persona | altri sostantivi       |
| Nominativo (mianownik)  | nowy                          | nowa                          | nowe                          | nowi                          | nowe                   |
| Genitivo (dopełniacz)   | nowego                        | nowej                         | nowego                        | nowych                        | nowych                 |
| Dativo (celownik)       | nowemu                        | nowej                         | nowemu                        | nowym                         | nowym                  |
| Accusativo (biernik)    | nowy/nowego                   | nowa                          | nowe                          | nowych                        | nowe                   |
| Strumentale (narzędnik) | nowym                         | nowa                          | nowym                         | nowymi                        | nowymi                 |
| Locativo (miejscownik)  | nowym                         | nowej                         | nowym                         | nowych                        | nowych                 |
| Vocativo (wołacz)       | nowy                          | nowa                          | nowe                          | nowi                          | nowe                   |

#### Ostatni,ultimo
| Caso (przypadek)        | Singolare (liczba pojedyncza) | Singolare (liczba pojedyncza) | Singolare (liczba pojedyncza) | Plurale (liczba mnoga)        | Plurale (liczba mnoga) |
| Caso (przypadek)        | maschile                      | femminile                     | neutro                        | sostantivi animati di persona | altri sostantivi       |
| Nominativo (mianownik)  | ostatni                       | ostatnia                      | ostatnie                      | ostatni                       | ostatnie               |
| Genitivo (dopełniacz)   | ostatniego                    | ostatniej                     | ostatniego                    | ostatnich                     | ostatnich              |
| Dativo (celownik)       | ostatniemu                    | ostatniej                     | ostatniemu                    | ostatnim                      | ostatnim               |
| Accusativo (biernik)    | ostatni/ostatniego            | ostatnia                      | ostatnie                      | ostatnich                     | ostatnie               |
| Strumentale (narzędnik) | ostatnim                      | ostatnia                      | ostatnim                      | ostatnimi                     | ostatnimi              |
| Locativo (miejscownik)  | ostatnim                      | ostatniej                     | ostatnim                      | ostatnich                     | ostatnich              |
| Vocativo (wołacz)       | ostatni                       | ostatnia                      | ostatnie                      | ostatni                       | ostatnie               |

## Sistema di scrittura

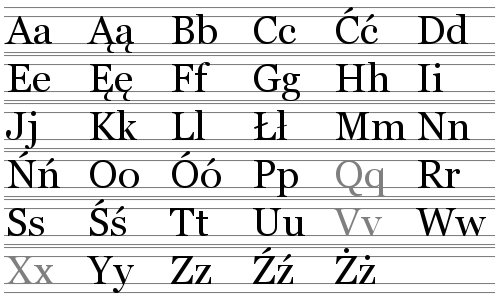
L'alfabeto polacco

L'alfabeto è costituito da 35 lettere che includono 9 vocali e 26 consonanti arricchite da segni diacritici come la codetta (Ąą, Ęę), l'accento acuto (Ćć, Ńń, Óó, Śś, Źź), la barra obliqua (Łł) e il punto sovrascritto (Żż). Fa inoltre uso di 7 digrammi (dwuznaki) e 1 trigramma (trójznak). Le lettere Q, V e X vengono utilizzate solo nei prestiti o nelle parole di origine straniera.

## Premi Nobel per la letteratura di lingua polacca
- Henryk Sienkiewicz (1905,  Polonia)
- Władysław Reymont (1924,  Polonia)
- Czesław Miłosz (1980,  Polonia)
- Wisława Szymborska (1996,  Polonia)
- Olga Tokarczuk (2019,  Polonia)